# Pablo Hurus

Primer testimonio del escudo de Aragón. Fabricio Vagad, Crónica de Aragón. Incunable impreso en Zaragoza en 1499 por Pablo Hurus.

Pablo Hurus (nacido en Constanza) fue un impresor alemán del siglo xv radicado en Zaragoza. Fundó y dirigió, junto con su hermano Juan, una de las primeras y más importantes imprentas de España de su tiempo.
Solo les precedieron en el tiempo en la península ibérica las imprentas sevillanas de Meinardo Ungut y Estanislao Polono. De sus prensas salieron las más cuidadas estampaciones españolas de la época.
En su entorno se concentró lo más granado de entre los eruditos aragoneses de finales del siglo XV. Entre ellos se cuentan Gauberte Fabricio de Vagad, Martín García, Gonzalo García de Santa María, Andrés de Li, Martín Martínez de Ampiés y Antonio Geraldini, este último, entre otras figuras italianas.

## Trabajos de Pablo Hurus
En 1484 imprime en Zaragoza los Evangelios e epístolas siquier liciones de los domingos e fiestas solemnes de todo el anyo, del humanista zaragozano Gonzalo García de Santamaría. Se trata de un incunable que contiene la primera traducción impresa de la Biblia al castellano. No se conserva ninguna edición de esta obra, pues fue una obra prohibida y ordenada destruir por la Inquisición tras el veto impuesto a las traducciones de la Biblia a las lenguas vulgares de 1559. La obra, sin embargo, tuvo una gran popularidad a partir de la versión que dio a la luz Ambrosio Montesino con el título de Epístolas y evangelios por todo el año, con sus dotrinas y sermones (Toledo, 1512) realizada a instancias del rey Fernando el Católico.
Hay que hacer mención, por la calidad de la impresión y la belleza de sus grabados, del Missale caesaraugustano de 1485, del Exemplario contra los engaños y peligros del mundo de Juan de Capua (impreso en 1493) y de Mujeres ilustres de Boccaccio, publicado en 1494. No obstante, quizá su obra maestra sea el Viaje de la tierra santa de Bernardo de Breidenbach, incunable impreso en 1498. Este tomo contiene una estampa xilográfica en la portada y en el vuelto, el escudo de Breidenbach. Utilizó una tipografía de letra gótica de tres cuerpos de letra, además de setenta y tres xilografías, letras capitulares adornadas y ocho grandes láminas desplegables de un extraordinario tamaño, llegando a ocupar alguna la longitud de nueve folios.
De 1497 data la impresión de la colección de los Fueros de Aragón editada por Gonzalo García de Santamaría, y otra de Epístolas de Séneca, preparadas por Fernán Pérez de Guzmán. En 1499 publica la primera historia de Aragón en lengua romance, la conocida Crónica de Aragón redactada por Gualberto Fabricio Vagad, en cuya portada aparece representado por primera vez el Escudo de Aragón tal y como se usa en la actualidad.

## Juan Hurus
Entre 1488 y 1491, coincidiendo con que Pablo Hurus tuvo que regresar a su país de origen, el taller estuvo bajo la dirección de su hermano, Juan. Durante este tiempo, publicó las Fábulas de Esopo (1489) y se piensa que publicó también La historia de los siete sabios de Roma.